# Gevatter Tod
Gevatter Tod (Originaltitel: Mort) ist ein Roman von Terry Pratchett. Es ist der vierte Scheibenwelt-Roman und der erste mit Tod als Protagonisten. Er wurde 1987 veröffentlicht. Der Titel des Originals Mort ist auch der Name der Hauptfigur und zugleich ein Wortspiel mit dem französischen „mort“, was „Tod“ heißt.

## Handlung
Einer „anthropomorphen Personifizierung“ wie Tod ist es quasi in die Wiege gelegt, sich für den Gegenstand zu interessieren, der ihn in der Welt manifest hat werden lassen. Tods Interesse an allen Aspekten des menschlichen Wesens ist seiner Gestalt also inhärent. In diesem Roman stößt er auf das Konzept „Ausbildung“ und sucht sich einen Lehrling. Er findet ihn in Mortimer, dem schlaksigen, rothaarigen Sohn eines ambitionierten reanuellen Wein-Bauern (jemand, der heute Wein anbaut, der gestern schon getrunken wurde).
Mort ist ein extremer Tollpatsch. Kein anderer Handwerksmeister will ihn ausbilden. Tod setzt andere Prioritäten. Er lehrt ihn sein „Handwerk“ und Mort macht seine Sache anfangs durchaus gut. So gut, dass Tod die Vorteile, einen formidablen Stellvertreter zu haben, dazu nutzt seine Humanstudien voranzutreiben, um beispielsweise das Vergnügen des Trockenfliegen-Angelns zu erleben.
Mort indes, bei weitem noch nicht gefestigt in der Erfüllung der Pflicht, gibt seinem Mitgefühl und seinem Gerechtigkeitsempfinden nach und weigert sich, der hübschen Prinzessin Keli den Tod zu bringen. Damit ändert er den Lauf der Geschichte und bringt die ganze Scheibenwelt in Gefahr.
Als Tod ihm auf die Schliche kommt, trägt das nur bedingt zu seiner Erheiterung bei. Er bestraft Mort mit dem Tod. Als er jedoch erkennt, wie unglücklich seine Adoptiv-Tochter Ysabell mit dieser Entscheidung ist, ändert er die Realität, verheiratet die beiden miteinander und schickt sie in die wirkliche Welt zurück.

## Ausgaben
- Taschenbuch, Heyne Verlag, München 1990, ISBN 3-453-04290-5
- Mort. Der Scheibenwelt Comic. Illustriert von Graham Higgins. Goldmann, München 1995, ISBN 3-442-30636-1
- Hörspiel: Gevatter Tod, 2 CDs, Random House Audio, Köln 2005, ISBN 3-89830-940-1, Sprecher: Volker Niederfahrenhorst